# Philippe Koechlin
Pour les articles homonymes, voir Koechlin.
Philippe Koechlin (prononcé ke'klɛ̃), né le 8 mai 1938 à Paris 16e et mort le 10 décembre 1996 à Paris 13e, est un journaliste français. Il a notamment créé et dirigé le mensuel musical Rock & Folk.

## Biographie

### Famille
Il est le père de Sophie Koechlin, autrice, traductrice, adaptatrice et illustratrice de littérature pour enfants, et de Stéphane Koechlin, chroniqueur musical et écrivain.

### Carrière journalistique
Philippe Koechlin entre comme chroniqueur au mensuel de jazz Jazz Hot en 1958. Il en devient le rédacteur en chef de 1965 à 1968. Il présente, en parallèle, des émissions consacrées au jazz d'abord sur France Inter, puis sur France Musique (dans l'émission « Le Club du jazz ») chaque vendredi soir à 18 heures. En 1966, il prend en plus en charge la rubrique jazz de l'hebdomadaire Le Nouvel Observateur, qu'il tient jusque vers la fin des années 1970, demandant ensuite à Alain Dister de lui succéder.
Entre 1964 et 1970, il organise plusieurs concerts, d'abord le 13 mars 1964 à la Salle Wagram six heures pour régler les frais médicaux de Bud Powell en difficulté au Sanatorium de Bouffémont, avec Michel Portal et Sonny Grey, puis le Paris Jazz Festival, notamment celui de Duke Ellington à l'église Saint-Sulpice (décembre 1969).
En 1966, il crée un numéro hors-série de Jazz Hot, supplément d'été tiré à 30 000 exemplaires et baptisé Rock & Folk. En couverture, une photo de Bob Dylan, et dans ses pages, des articles sur les Rolling Stones, Antoine, Chuck Berry, Nino Ferrer et Eddy Mitchell. Une avalanche de courriers de lecteurs enthousiastes s'ensuit. Avec une équipe de base formée par Jean Tronchot (secrétaire général), Robert Baudelet (gérance), le journaliste Philippe Adler et le photographe Jean-Pierre Leloir, Philippe Koechlin fonde alors la société Les Éditions du kiosque et, en toute indépendance cette fois, le mensuel musical naît dans la foulée. Son numéro 1 paraît en novembre 1966. Philippe Koechlin en est le directeur artistique et le rédacteur en chef avant de diriger l'ensemble de la rédaction. Devant le succès rencontré, le magazine poursuit sa route avec une audience croissante, devenant le point de rassemblement de ceux qui aiment le rock de qualité. Rock & Folk est revendu en 1990 aux Éditions Larivière, et Philippe Koechlin en quitte alors la direction.
De 1984 à 1988, il devient directeur artistique du magazine L'Écho des savanes et, en 1989, il est le cofondateur du magazine de sports américains Newsport (1989-1993).
Il est inhumé au cimetière de Montmartre (division 22, ligne 1, tombe 25).

## Réalisations

### Documentaires
En 1990, Philippe Koechlin commence à réaliser pour Canal+ une série de six documentaires consacrés au jazz et à ses plus brillants représentants, Louis Armstrong, John Coltrane, Sidney Bechet, Miles Davis, Billie Holiday et Dizzy Gillespie :
- 1991: Hello Louis
- 1993: Blue Trane, coréalisé avec Dominique Cazeneuve
- 1994: Monsieur Bechet
- 1995: Miles
- 1995: Lady Day
- 1996: Votez Dizzy

### Publications

#### Bandes dessinées
- Jazz cartoon, avec la collaboration des dessinateurs Filips, Arthur, Patrice Narès et Alain Leroi, Art moderne, 1989
- Rock cartoon, avec un collectif de dessinateurs, Art moderne, 1990

#### Biographie romancée
- Mémoires de rock et de folk, Mentha, 1992, réédition Le Castor astral, 2007
- Stephane Koechlin, Le vent pleure Marie : roman, Paris, Fayard, 2012, 553 p. (ISBN 978-2-213-65447-8, OCLC 773985840), roman

#### Essai
- Le jazz : la musique du siècle, Hachette, 1995

#### Livres illustrés
- Entre Chien et Chat, illustrations de Lionel Koechlin (son frère), Éditions du Seuil, 1996
- Chien et Chat dans Paris, illustrations de Lionel Koechlin, Éditions du Seuil, 1997 "Mention" Fiction Young Adults de la Foire du livre de jeunesse de Bologne 1998[5].

## Pour approfondir